# Německá jihozápadní Afrika
Německá jihozápadní Afrika (německy: Deutsch-Südwestafrika, DSWA) byla německou kolonií v letech 1884 až 1915, kdy byla obsazena Jihoafrickou unií. Poté ji jako Jihozápadní Afriku spravovala do roku 1990, kdy se osamostatnila pod názvem Namibie. S územím o velikosti 835 100 km², byla 1,5× větší než území tehdejšího Německa.

## Raná historie kolonie

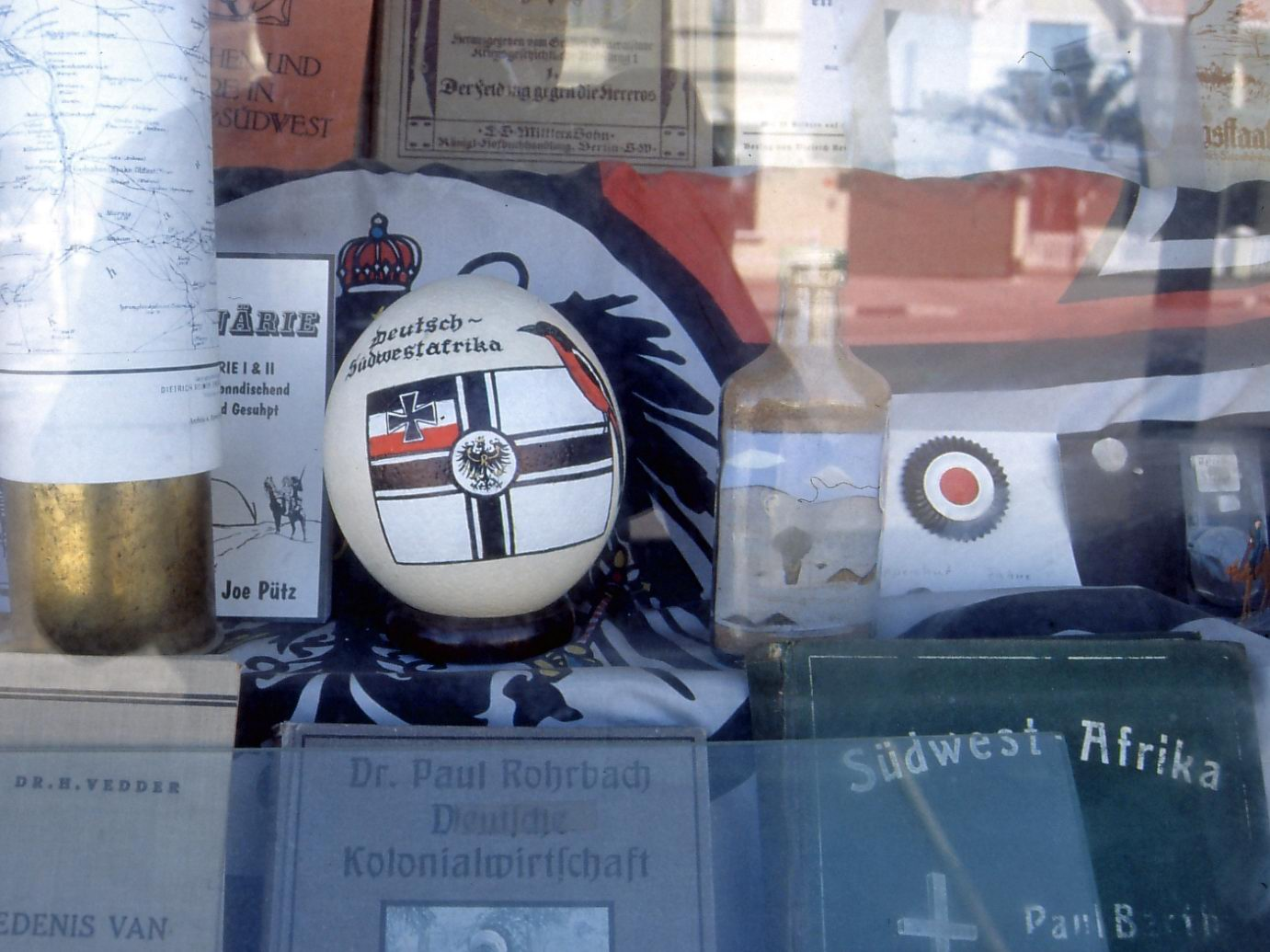
Předměty s motivy německé jihozápadní Afriky v obchodě ve Swakopmundu v Namibii

Německý obchodník Adolf Lüderitz koupil území v oblasti Angra Pequeña od domorodého náčelníka. Po něm se také jmenuje město Lüderitz i nedaleké pobřeží. 24. dubna 1884 se území dostalo pod správu Německého císařství k zabránění možného vlivu Británie. Na počátku roku 1884, loď Nautilus německé Kaiserliche Marine navštívila oblast k prozkoumání situace. Příznivá zpráva vládě a rezignace ze strany Britů, zapříčinila připlutí lodí Leipzig a Elisabeth. Německá vlajka byla v Jihozápadní Africe definitivně vztyčena 7. srpna 1884.
V říjnu 1884 dorazil nově jmenovaný „komisař pro západní Afriku“ Gustav Nachtigal do Möwe. V dubnu 1885 byla založena Německá koloniální společnost pro jihozápadní Afriku (Deutsche Kolonialgesellschaft für Südwest-Afrika), která brzy koupila majetek Lüderitzovi zkrachovalé společnosti. Samotný Lüderitz se v roce 1886 utopil na expedici k řece Orange. V květnu 1884 byl ustanoven nový komisař Heinrich Ernst Göring, který začal úřadovat ve městě Otjimbingwe. Kaiserliche Schutztruppe (Císařské bezpečnostní jednotky) pod velením Curta von François zde začaly působit v roce 1888, a sestávaly ze dvou důstojníků, 5 poddůstojníků a 20 černých vojáků.
Kolonie se rozrostla v roce 1890 díky získání Capriviho výběžku na severovýchodě, který sliboval nové obchodní možnosti. Toto území bylo získáno na základě Heligoland-Zanzibarské smlouvy mezi Británií a Německem.
Německá jihozápadní Afrika byla jedinou německou kolonií, kde se ve velkém počtu usídlovali němečtí osadníci. Ti byli nalákáni do kolonie ekonomickými možnostmi v těžbě diamantů a mědi, a také zejména zemědělskými možnostmi. V roce 1902, kdy měla kolonie 200 000 obyvatel, jich pouze 2 595 bylo Němci, 1 354 Afrikánci a 452 Brity. Do roku 1914 se zde usadilo dalších 9 000 německých osadníků. Bylo zde také okolo 80 000 Hererů, 60 000 Ovambů a 10 000 Namů, kteří byli úřady oficiálně jednotně zváni Hotentoty.

## Povstání proti německé nadvládě

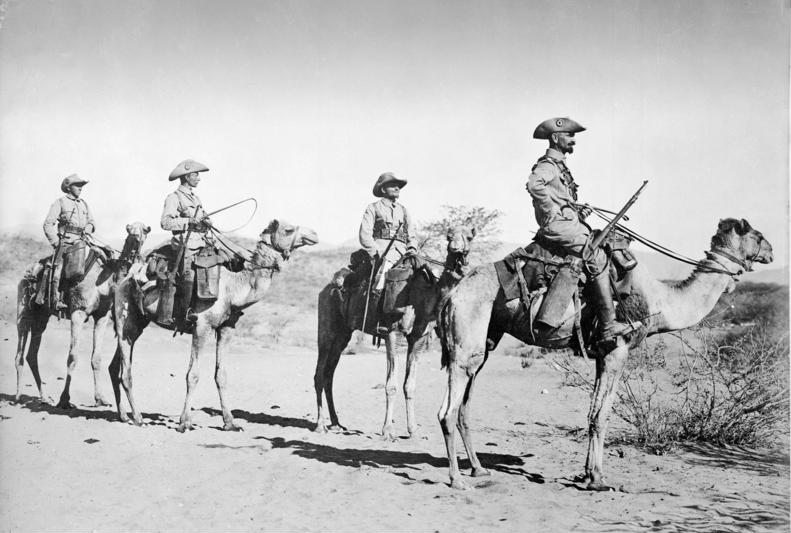
Němečtí vojáci na velbloudech, 1906

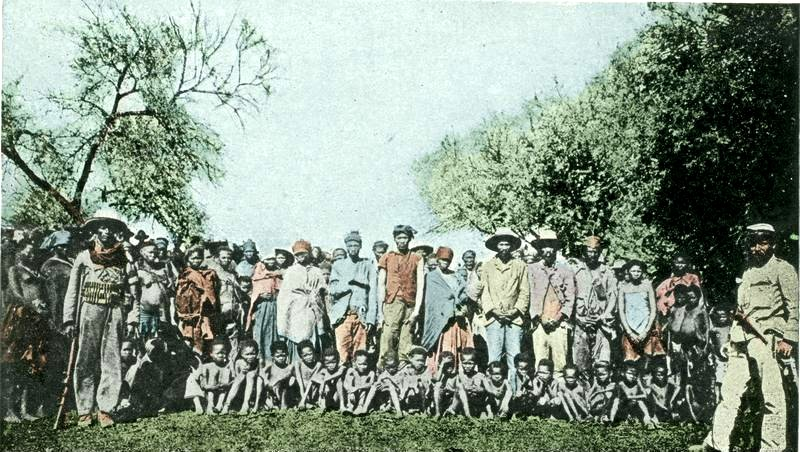
Zajatci z kmene Nama

V letech 1893 až 1894 probíhalo první “Povstání Hotentotů” z kmene Nama, které bylo vedeno jejich legendárním vůdcem jménem Hendrik Witbooi. V následujících letech vzniklo mnoho místních povstání proti německým vládcům, největší z nich bylo povstání Hererů (známé jako Hererská válka či Hererská genocida) v roce 1904. Vzdálené farmy byly napadány a zhruba 150 německých osadníků bylo zabito. Pouze 766 domorodých vojáků a členů pomocných jednotek Schutztruppe nebylo z kmene Hererů. Hererové přešli do ofenzívy v okolí měst Okahandja a Windhoek, a zničili železniční most do Osony.
Dalších 14 000 vojáků, kteří dorazili z Německa pod velením generála Lothara von Trothy, rozdrtilo povstalce v Bitvě u Waterbegu. Generál von Trotha vydal ultimátum Hererům, které jim odebralo právo být německými poddanými a přikazovalo jim opustit zemi, nebo budou zabiti. Hererové byli nuceni ustupovat přes oblast Omaheke, západní část poušti Kalahari, kde mnoho z nich zemřelo žízní. Německé síly hlídaly všechny vodní zdroje a dostaly rozkaz střílet na každého Hereru, kterého uvidí. Pouze hrstka Hererů dokázala uniknout na sousední Britská území.
Na podzim roku 1904, začal kmen Nama boje proti koloniálním silám pod velením Henrika Witbooi a Jakoba Morengy, který byl později často označován jako “černý Napoleon”. Toto povstání bylo potlačeno v letech 1907 až 1908. Celkem v konfliktu zemřelo mezi 25 000 až 100 000 Hererů, více než 10 000 Namů a 1 749 Němců.

## Nový začátek a diamantová horečka
Roku 1908 došlo k náhodnému objevu diamantů. Objev rozpoutal diamantovou horečku, poušť zaplnili hledači diamantů. V září vzneslo nárok na nerostné bohatství Německo a prohlásilo 100 kilometrů široké pobřežní pásmo mezi řekou Oranje a 26. stupněm jižní šířky za uzavřené území. Mezi léty 1908 a 1913 bylo v oblasti vytěženo 4,7 milionů karátů v hodně za cca 150 milionů marek.
Po hererském povstání docházelo k rychlému rozkvětu měst. Intenzivně se investovalo do koloniální architektury, vznikaly úřední budovy, školy a nemocnice, vyhrazeny ale jen pro Evropany. Hlavní město Windhoek se rozrostl na 11 000 obyvatel a v roce 1910 zde byl slavnostně vysvěcen kostel Ježíše Krista. O dva roky později byl zřízen památník německého panství ve městě, socha "Jezdce z jihozápadu". Památník byl postaven k uctění památky zemřelých německých bojovníků, kteří padli během povstání Hererů a Namů.

## První světová válka

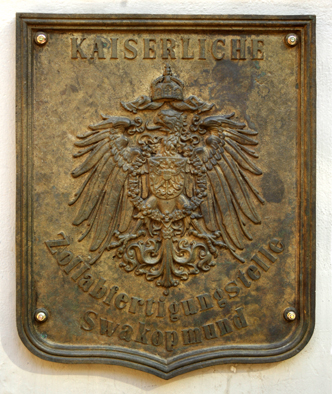
Imperial německý celní úřad Swakopmund

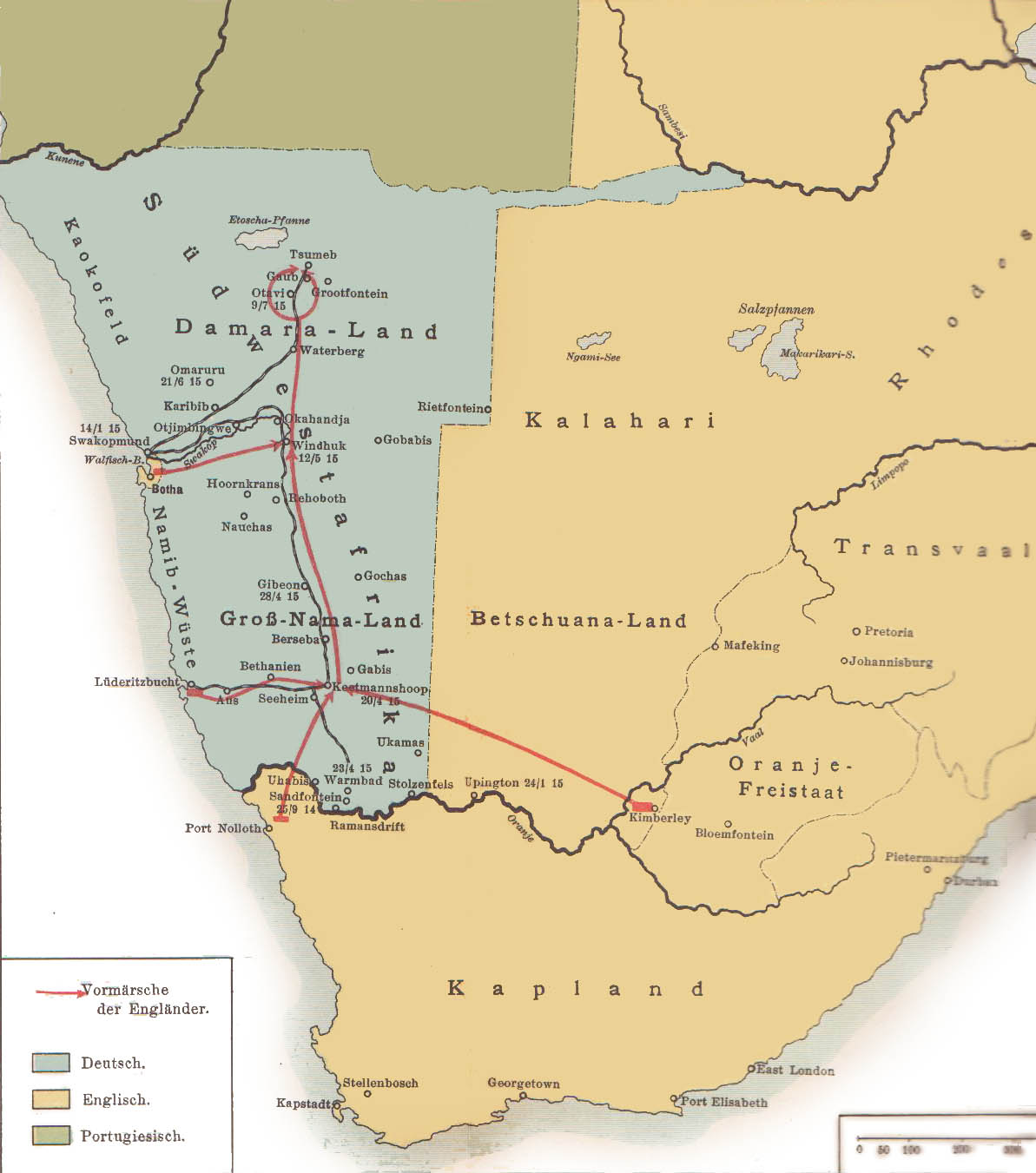
Situace v roce 1915

Během první světové války Jihoafričtí vojáci započali válku útokem na policejní stanici v Ramansriftu 13. října 1914. Němečtí osadníci byli transportováni do koncentračních táborů nedaleko Pretorie a později do Pietermaritzburgu. Německé síly čelily velké přesile Jihoafričanů. Poslední velitel Schutztruppe, Victor Franke kapituloval 9. července 1915 nedaleko Khorabu.
Po skončení první světové války se území dostalo pod britskou kontrolu a poté pod mandát jihoafrické ligy národů. Dne 21. března 1990 se tato bývalá německá kolonie stala nezávislou zemí jménem Namibie. Množství německých jmen budov a měst je stále užíváno a v zemi žije okolo 20 000 potomků německých osadníků.

## Koloniální vládci (1883–1915)
Úředníci (1883–1884)
- Heinrich Vogelsang (1883)
- Adolf Lüderitz (1883–1884)

Komisaři (1884–1893)
- Gustav Nachtigal (1884–1885)
- Heinrich Ernst Göring (1885–1890)
- Louis Nels (1890–1981)
- Curt von François (1891–1893)

Správci (1893–1898)
- Curt von François (1893–1894)
- Theodor von Leutwein (1894–1898)

Guvernéři (1898–1915)
- Theodor von Leutwein (1898–1905)
- Lothar von Trotha (1905)

Návrh vlajky pro Německou jihozápadní Afriku

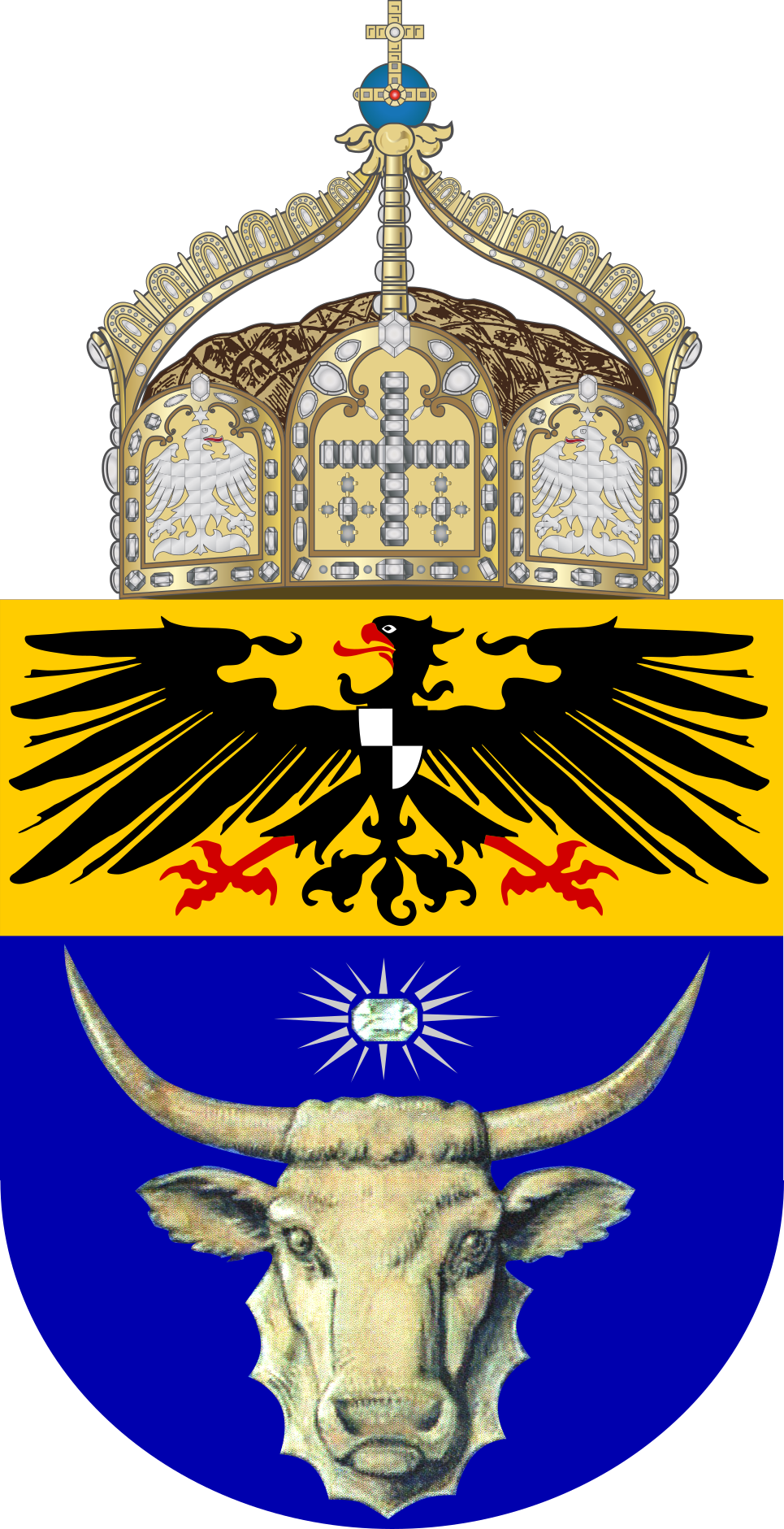
Návrh znaku

- Friedrich von Lindequist (1905–1907)
- Bruno von Schuckmann (1907–1910)
- Theodor Seitz (1910–1915)